# Sztafeta mieszana na Zimowych Światowych Wojskowych Igrzyskach Sportowych 2017

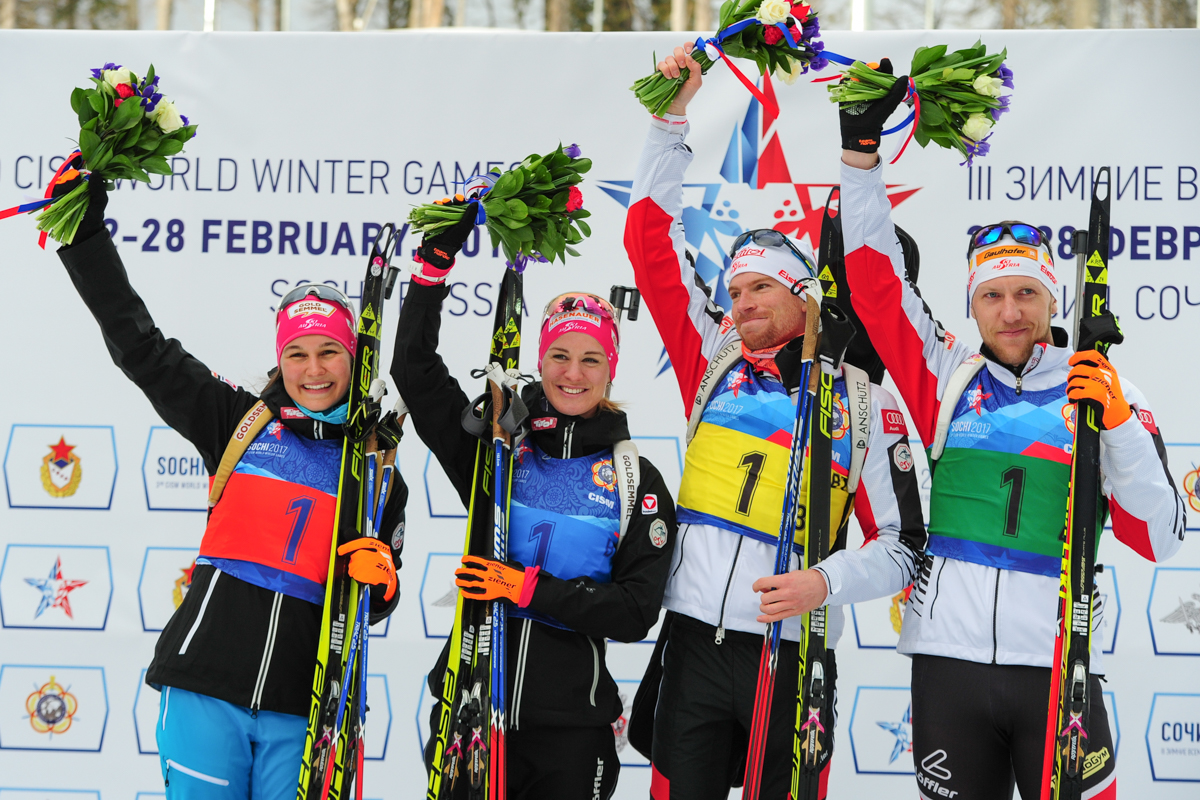
Soczi '17 Podium - złoto dla Austrii (1 m.)

Sztafeta mieszana na 3. Zimowych Światowych Wojskowych Igrzyskach Sportowych – jedna z zimowych konkurencji sportowych rozgrywanych podczas zimowych igrzysk wojskowych na terenie kompleksu narciarsko-biathlonowego „Łaura” w Soczi w dniu 25 lutego 2017.

## Terminarz
| Data                | Godzina (UTC+03:00) | Wydarzenie |
| ------------------- | ------------------- | ---------- |
| 25 lutego 2017(dts) | 15:00               | Finał      |

## Medaliści
| Złoto                                                                       | Srebro                                                                           | Brąz                                                                               |
| Drużyna Zawodniczka/Zawodnik                                                | Drużyna Zawodniczka/Zawodnik                                                     | Drużyna Zawodniczka/Zawodnik                                                       |
|                                                                             |                                                                                  |                                                                                    |
| Austria · Dunja Zdouc · Katharina Innerhofer · Peter Brunner · David Komatz | Francja · Coline Varcin · Enora Latuillière · Baptiste Jouty · Antonin Guigonnat | Rosja · Uljana Kajszewa · Galina Nechkasova · Matwiej Jelisiejew · Maksim Cwietkow |